# Stade Maurice-Boyau
Pour les articles homonymes, voir Maurice Boyau et Boyau.
Ne doit pas être confondu avec le stade de Cuyès, aussi connu en tant que stade Maurice-Boyau et détruit dans les années 1950.
Le stade Maurice-Boyau, anciennement parc municipal des Sports, est un stade omnisports situé à Dax dans le département français des Landes en région Nouvelle-Aquitaine.
Son terrain principal constitue le stade résident de l'Union sportive dacquoise, équipe de rugby à XV représentant la ville.
Le parc des sports abrite également une salle omnisports notamment destinée à la pratique du basket-ball.

## Historique

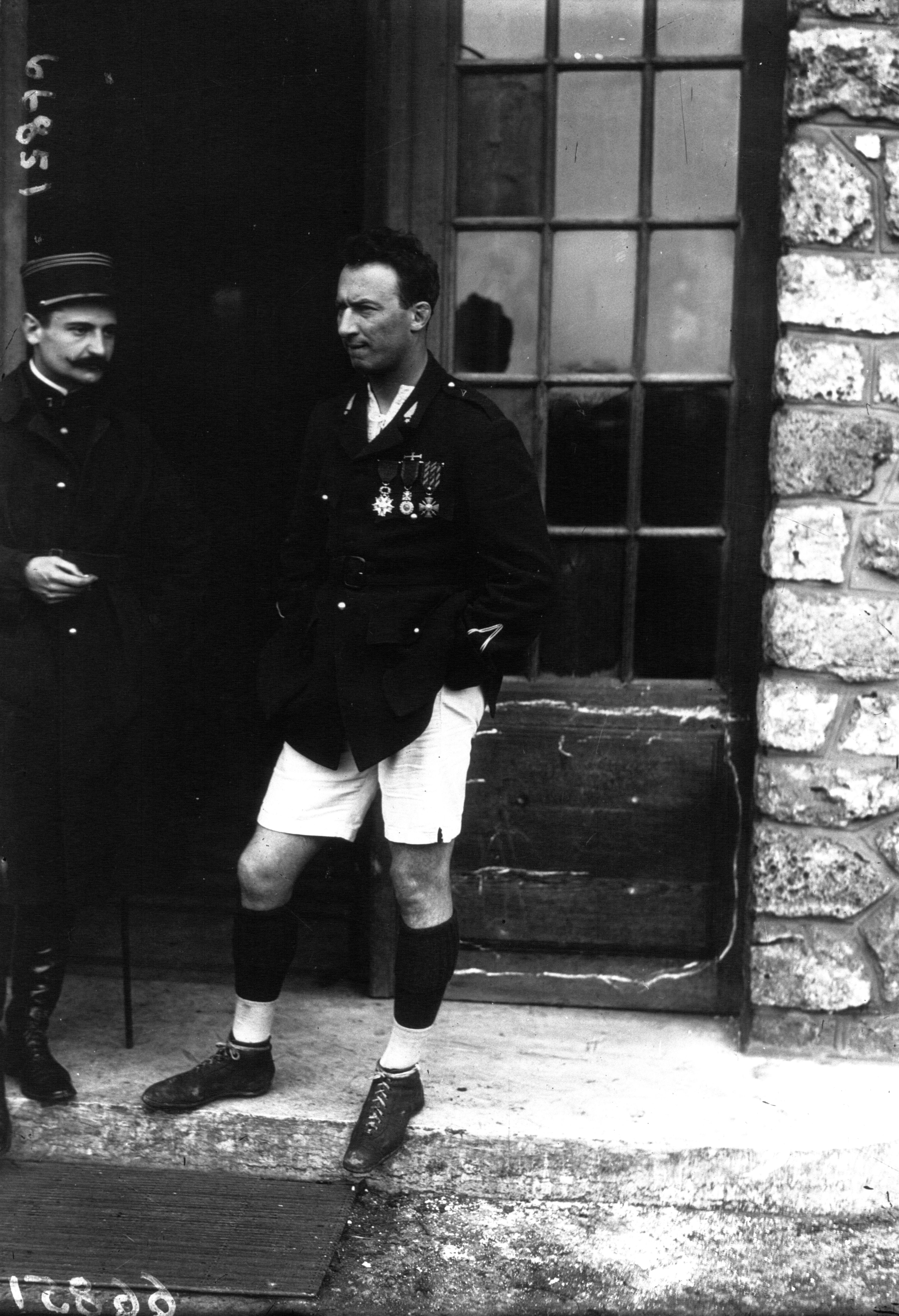
Le stade est rebaptisé en 2001 en l'honneur de l'as de l'aviation, ancien joueur de l'US Dax.

### Création du stade municipal
Le projet remonte au 26 juin 1937, date à laquelle le conseil municipal décide d'utiliser le terrain de la Pedouille pour y implanter un espace sportif. Alors que les travaux ont été autorisés en 1948, le parc municipal des Sports de Dax est inauguré le 11 novembre 1958, dans le cadre du match de sélection nationale entre « France III » et « France IV ». Peu après cette ouverture officielle, le stade accueille la demi-finale de l'édition 1960 du Challenge Yves du Manoir entre le FC Lourdes et la Section paloise.

### Renommage
Le stade est rebaptisé entre 2000 et 2001 en l'honneur de Maurice Boyau. Joueur de rugby à XV au poste de troisième ligne aile, il joue au sein de l'US Dax de 1907 à 1909, avant de rejoindre le Stade bordelais et de connaître une courte carrière internationale. As de l'aviation français durant la Première Guerre mondiale au cours de laquelle il sera abattu après 35 victoires aériennes homologuées, une statue est érigée aux abords de ce même stade.

### Projet privé de rénovation du stade avorté (de 2006 à 2015)
Le projet de grand stade pour l'US Dax naît vers 2006, à l'époque où le club dispute les phases finales de Pro D2 en vue de l'accession au Top 14. Il est officialisé par un appel d'offres en 2009. L'idée de la création d'un nouveau stade est tout d'abord évoqué, mais est abandonné au profit d'une réhabilitation du stade Maurice-Boyau. Le 30 septembre 2010, le conseil municipal choisit à l'unanimité le regroupement du club de l'US Dax et de l'entrepreneur Vinci pour conduire le projet, qui œuvre alors sous le nom de SAS Maurice-Boyau. En 2013, le projet est par la suite séparé en deux postes distincts: la construction du stade, conservée à la charge de la SAS Maurice-Boyau, et la partie commerciale, sous la direction des groupes Redeim et Vinci. L'entrepreneur Redeim porte également le projet aux côtés de l'US Dax et de Vinci.
D'après les premières esquisses, le stade comprendrait trois tribunes couvertes disposées en « U », et totaliserait un minimum de 10 000 places assises. L'intérieur de la structure abriterait entre autres des loges VIP ainsi que des salles de réunion. Un espace commercial de 15 740 m2, initialement prévu de 8 000 m2, serait présent aux alentours du stade sur le terrain municipal, à l'emplacement actuel du jaï-alaï et de la piscine municipale.
Fin 2012, la date de livraison du complexe est initialement prévue pour l'horizon 2016. La mairie de Dax ordonne à la fin de l'année 2012 des travaux dans le boulevard Paul-Lasaosa, adjacent au stade Maurice-Boyau, en prévision de la construction du nouvel espace sportif et commercial. Le projet de rénovation du stade est validé après examen devant la Commission départementale d'aménagement commercial (CDAC) le 7 février 2013. Trois recours sont déposés au mois de mars devant la Commission nationale d'aménagement commercial (CNAC) contre le projet, par l'enseigne nationale Bricorama, l'association nationale En toute franchise basée à Mont-de-Marsan et spécialisée dans la défense des commerçants indépendants et des artisans, et l'Association des commerçants et artisans du Grand Dax, regroupement de commerçants dacquois. Le volet commercial est finalement validé par la CNAC le 25 juin 2013. Malgré les validations par la CDAC et la CNAC un nouvel appel est déposé au mois de novembre 2013 auprès du Conseil d'État par En toute franchise. Ce nouveau référé retarde selon les estimations de Redeim le projet de deux ans, et pénalise par la même occasion la rénovation du stade. Le 3 décembre 2014, le Conseil d'État officialise sa décision: les recours contre le projet de centre commercial sont une nouvelle fois rejetés.
Lors des élections municipales, le maire sortant Gabriel Bellocq qui sera réélu évoque « un plan B » œuvré par la ville de Dax permettant de réaliser la construction du nouveau stade indépendamment de la partie commerciale menée par Redeim, alors mise en suspens par le recours en Conseil d'État. Sans nouvelles publiques depuis les déclarations du mois de mai 2015, le projet est considéré comme un échec et l'avenir du stade reste depuis au stade de discussion.

### Projet et chantier de rénovation par la mairie (de 2017 à 2019)
Pendant l'automne 2017, la mairie de Dax décide de reprendre le dossier en main avec un nouveau projet. Il consisterait à raser la petite tribune pour laisser place à une structure tubulaire de 2 000 places, abritant également loges, salles de réunion et espaces de réception ; ce type de structure présente l'avantage d'une mise en œuvre rapide. La tribune d'honneur ferait quant à elle l'objet d'une réhabilitation complète. Les premières études et consultations sont ainsi lancées publiquement le 3 novembre, d'après la maire Elisabeth Bonjean,,.
Cette officialisation du projet fait suite à deux courriers adressés quelques semaines plus tôt par la Fédération française de rugby à l'attention du club de l'US Dax et de la mairie, datant du 19 et 26 septembre, mettant en demeure les deux parties, les incitant à engager rapidement des travaux de mise en conformité des installations existantes. La tenue des rencontres de rugby professionnel au stade Maurice-Boyau est en effet sous dérogation de la part de la fédération.
Le conseil municipal dacquois vote quelques jours plus tard, au soir du 23 novembre, le plan de financement évalué à 5 millions d'euros. La livraison est alors planifiée à l'été 2018 pour la rénovation des vestiaires, et au lancement de la saison sportive 2018-2019 pour la nouvelle tribune.
Les visuels de la nouvelle tribune sont dévoilés le 28 septembre 2018 : d'une capacité de 2 023 personnes, elle doit être surélevée de 2,5 heures afin de répondre aux contraintes du terrain classé en zone inondable, ainsi que pour permettre d'aménager un espace couvert et d'héberger la buvette pendant les matchs. La partie supérieure de l'édifice abrite quant à elle  un espace destiné à l'accueil des partenaires. Le budget alloué est toujours évalué à 5 millions d'euros, partagés entre la ville de Dax, le département, la communauté d'agglomération et l'État, avec des parts respectives de 1 000 000, 700 000 et 300 000 euros pour ces trois derniers. Sa construction doit être réalisée en quatre mois et demi, avec une destruction de l'existante planifiée au mois d'octobre. La rénovation de la tribune honneur représente quant à elle un budget de 700 000 euros pris en charge par la ville,. Une révision du budget municipal est faite à la fin du chantier, avec une rallonge de 429 000 euros afin de financer les derniers travaux supplémentaires, comprenant entre autres le renforcement des fondations, la démolition de gradins pour l'installation du nouvel éclairage et l'équipement fonctionnel de la salle.
La destruction de l'ancienne tribune est effective dans la journée du 19 novembre. La nouvelle tribune présidentielle est quant à elle livrée le 31 octobre 2019, et est utilisé la première fois le 2 novembre pour la réception du Stade nantais par l'US Dax dans le cadre du championnat de Fédérale 1. Elle est officiellement inaugurée le 30 novembre par la collectivité. Le 31 mars 2020, le chapiteau installé aux abords des terrains de rugby, appartenant au club de l'US Dax et destiné aux réceptions, est revendu à la ville de Dax, ces dernières étant dorénavant organisées dans la nouvelle tribune ; avec une capacité opérationnelle de 1 100 personnes sur une surface de 1 200 m2, elle représente le plus grand espace de réception de la ville.
En janvier 2021, la destruction du jaï-alaï et du fronton extérieur, ainsi que de la piscine municipale voisine, est initiée par la mairie, propriétaire des lieux, afin de récupérer la disponibilité du terrain foncier. Le premier, inutilisé depuis septembre 2012, avait été édifié environ entre 1970 et 1972, le second en 1963. Quelques mois plus tard, des travaux de réfection de sol de la salle omnisports sont entrepris dans le cadre de la pratique du basket-ball, pour un montant estimé à 218 400 euros ; la surface au sol de couleur bleu laisse place à un parquet en bois massif de 1 100 m2.

### Aménagements liés au retour de la Pro D2 (à partir de 2023)
Avec le retour en division professionnelle de l'équipe de rugby acté pour la saison 2023-2024, la municipalité lance à l'intersaison des rénovations et aménagements afin de se conformer au cahier des charges de la Ligue nationale de rugby. De nouveaux vestiaires doivent ainsi aménagés en extension Nord de la tribune historique, tandis que des espaces médias sont installés en tribune honneur. En dehors, l'écran géant est remis en service afin de permettre l'assistance vidéo à l'arbitrage. L'arrière de l'en-but fait quant à lui l'objet de l'installation de nouvelles buvettes, d'une boutique et d'une zone aménagée pour l'accueil de camions-restaurants, le tout surplombé par un nouvel espace de loges partenaires, ; ce dernier, l'espace Roger Junca – en référence au charcutier et entrepreneur ayant contribué au développement du thermalisme dacquois et saint-paulois – est mis en service en janvier 2024. Le stade connaît aussi parmi ses aménagements le ré-agencement de loges dans la tribune présidentielle ainsi que l'avancée de la main courante plus proche du terrain en vis-à-vis de la tribune historique.
La tribune honneur fait l'objet d'une rénovation lors de l'intersaison 2024, à partir du 10 juin : des sièges individuels rouges et blancs sont installés en lieu et place des bancs historiques en bois, tandis que la structure bénéficie d'une nouvelle mise en peinture, ; ces travaux induisent une baisse de capacité d'environ 300 places. La pelouse fait quant à elle l'objet d'un entretien. L'aménagement des nouveaux vestiaires en extension Nord de la tribune historique prend également forme,.
À l'aube de la saison 2025-2026, les deux tribunes sont rebaptisées : la tribune « honneur » originale devient la tribune Adour tandis que la récente tribune « présidentielle » devient la tribune 1904,.

## Structures et équipements
L'ensemble du stade Maurice-Boyau s'étend sur 8 hectares. Il comporte deux terrains de rugby à XV, un terrain d'honneur et un terrain d'entraînement.

### Terrain honneur
Le stade du terrain d'honneur est composé de deux tribunes couvertes et d'un pesage.
Avant la rénovation commencée en septembre 2018, la capacité est de 16 170 places : une tribune d'honneur de 3 050 places assises équipée des loges partenaires, une tribune de face de 1 120 places assises ainsi qu'une zone de pesage de 12 000 places debout, répartie autour de la piste d'athlétisme. Fermée au lancement de la saison sportive, la tribune de face est détruite le 19 novembre, tandis qu'une partie de la zone de pesage est inaccessible afin de délimiter le chantier,.
La nouvelle tribune de face, aussi désignée en tant que tribune présidentielle, a une capacité de 2 022 places assises, dont 496 en places « VIP » et 20 places pour personnes à mobilité réduites. La tribune honneur compte toujours 3 050 places assises plus 5 places pour personnes à mobilité réduites. Le pesage est dorénavant homologué pour accueillir 2 185 spectateurs, soit un total de 7 262 places pour l'ensemble du stade de rugby.
La capacité homologuée par la Ligue nationale de rugby lors de la saison 2023-2024, année où l'US Dax accède à nouveau aux compétitions professionnelles, est réhaussée à 7 412 places. À la suite des travaux de rénovations de la tribune historique de l'été 2024, la capacité globale est réduite d'environ 300 places, soit une nouvelle capacité d'environ 7 112 places.

### Salle omnisports
La salle omnisports Maurice-Boyau, aménagée en 1975, est entre autres destinée à la pratique du basket-ball, handball et du volley-ball.
En configuration basket-ball, elle abrite notamment le Dax Gamarde Basket 40 ; elle est homologuée pour une capacité de 640 places.
Alors que le club accède en NM1, la troisième division nationale, la salle est homologuée sous dérogation par la Fédération française de basket-ball. Après une deuxième dispense, la ville de Dax loue le parquet homologué des installations de Gamarde-les-Bains pour six mois ; l'état de sol de la salle conduit néanmoins à des résultats insuffisants. À défaut d'une troisième dérogation fédérale, la ville engage des travaux de rénovation après la saison 2020-2021. Le nouveau terrain est ainsi homologué pour la pratique du basket-ball et du volley-ball.

### Autres équipements
En tant que stade omnisports, le stade peut accueillir diverses manifestations sportives. En dehors des installations citées ci-dessus, il dispose de :
- un dojo municipal (205 places) équipé de tatamis pour la pratique du judo ;
- une salle de musculation (44 places) ;
- une salle de danse (34 personnes) ;
- une salle de réception (225 places) ;
- une piste d'athlétisme longeant le terrain d'honneur ;
- un skate-parc.

Parmi les anciens équipements, on dénombre également :
- un jaï-alaï (1 300 places[47] sur une surface de 2 000 m2[30]) ainsi qu'un fronton extérieur (740 places[47]) pour la pratique de la pelote basque ; ils sont détruits en 2021[30].

## Utilisations du stade

### Rencontres nationales

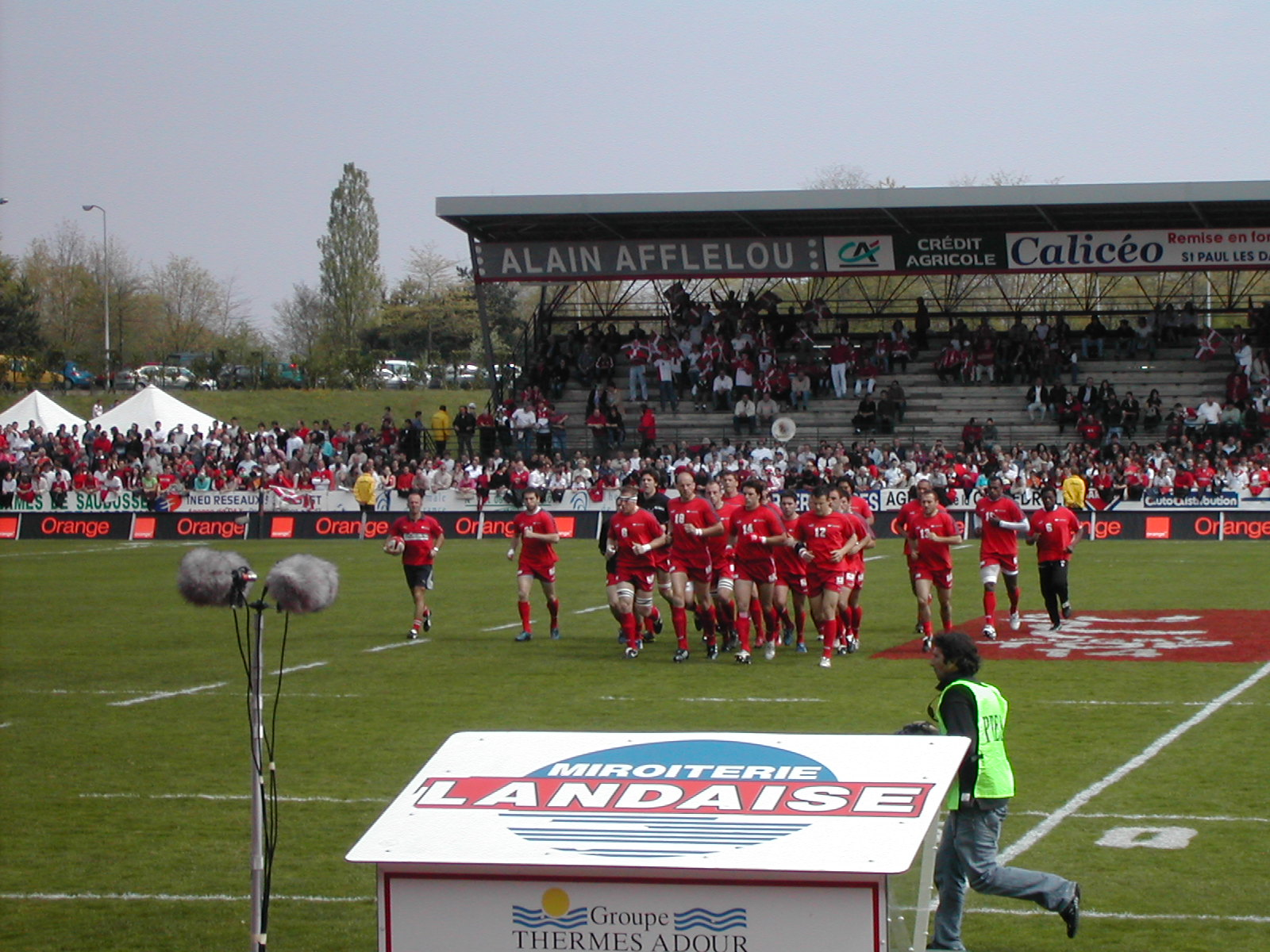
Le stade accueille exceptionnellement en 2006 le match de Top 14 entre le Biarritz olympique et le Stade toulousain.

L'équipe première de l'US Dax joue à Maurice-Boyau ses matchs à domicile pour les compétitions nationales et continentales dans lesquelles elle est engagée, ce qui constitue l'utilisation principale du stade.
La finale du challenge Yves du Manoir 1994, disputée entre l'AS Montferrand et l'USA Perpignan, est jouée sur le terrain du stade Maurice-Boyau.
En avril 2006, le Biarritz olympique utilise le stade dacquois pour affronter le Stade toulousain dans le cadre de la 21e journée du Top 14, pendant les travaux d'agrandissement du parc des sports d'Aguiléra. Quelques années plus tard, le club basque affronte l'Union Bordeaux Bègles à Maurice-Boyau en mars 2012.
Après leur fusion à l'été 2017 au sein de l'US Dax, les joueuses des Pachys évoluent à certaines occasions au stade Maurice-Boyau, la première fois le 22 octobre.

### Rencontres internationales
Le 19 octobre 1985, la rencontre internationale de rugby entre la France et le Japon se dispute sur le terrain de l'enceinte dacquoise. Conclue sur le score de 50-0 en faveur des Bleus ; ce match n'est néanmoins pas comptabilisé en tant que match officiel par les instances de l'IRB, et ne donne pas de capes internationales aux joueurs.
Le stade Maurice-Boyau accueille plusieurs matchs de l'édition 2007 (pl) du championnat d'Europe de rugby à XV des moins de 18 ans disputé dans divers stades du comité Côte basque Landes, en particulier la finale qui voit la France s'opposer contre l'Irlande.

## Monument de Maurice Boyau

### Historique

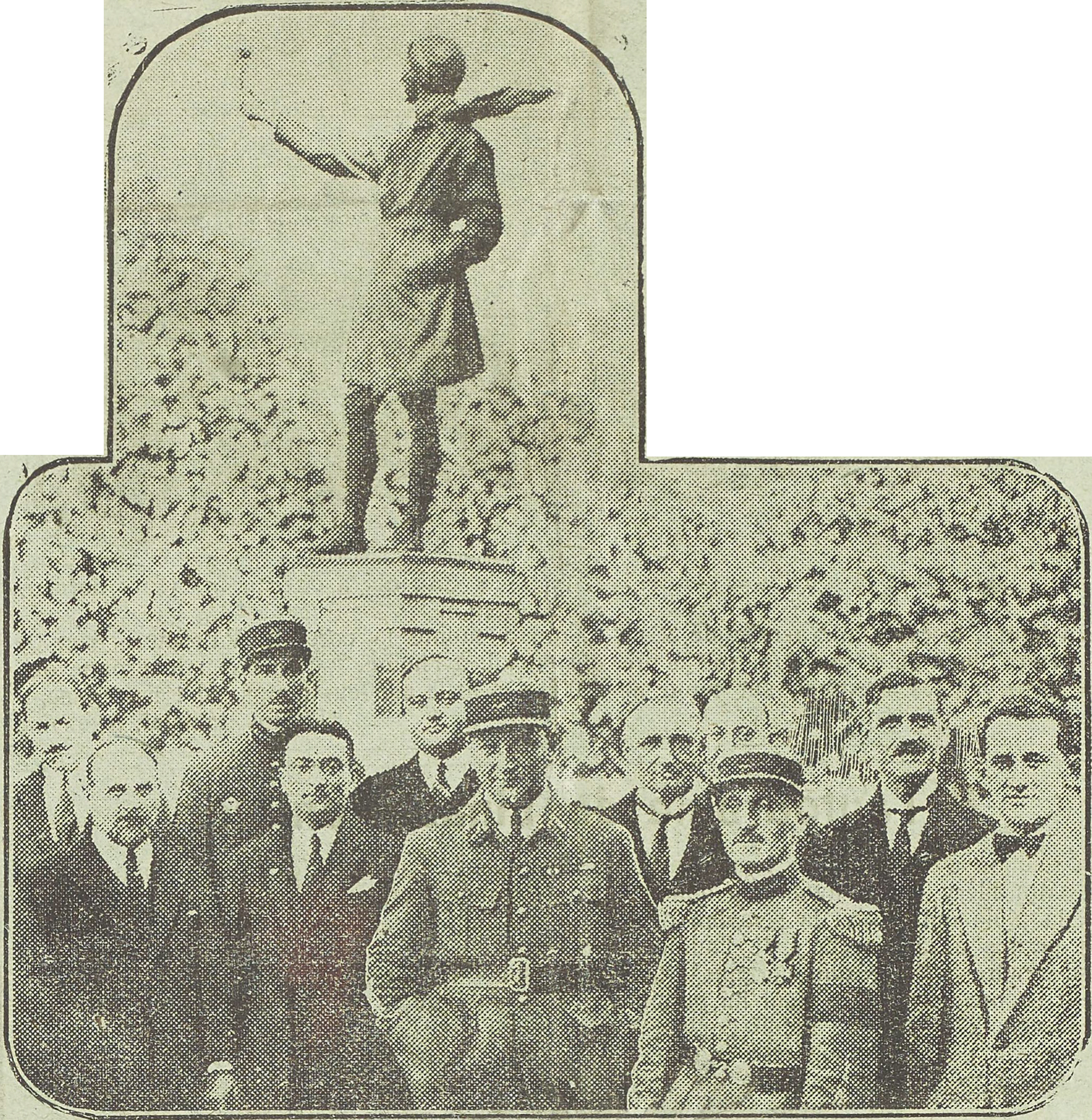
Inauguration du monument de Maurice Boyau en 1924.

Sculptée en 1924 par François Cogné d'après l'imagination de l'architecte Albert Pomade, la statue de bronze représente Maurice Boyau en tenue d'aviateur, bras tendu, tenant dans sa main une miniature de soi le présentant en tenue de rugbyman. Inauguré le 5 octobre, ce mémorial de 4 mètres de haut fait ainsi honneur à sa carrière militaire et sportive. Cette dernière miniature disparaît deux jours après son inauguration. Remplacée, puis dérobée de nombreuses fois, la ville décide de laisser le mémorial en cet état.
Trônant à l'entrée du stade, le monument possède une histoire plus vieille que l'enceinte sportive. L'idée d'un édifice en l'hommage de l'aviateur est née quatre ans après sa disparition sur le champ de bataille. Le monument est érigé en 1924 dans le parc Théodore-Denis de Dax, l'inauguration est organisée le 5 octobre. Durant la Seconde Guerre mondiale, l'édifice est menacé, de par sa composition en bronze. Réquisitionnée en 1941, la statue est déboulonnée en 1943 et mise à l'abri des regards sous l'occupation. Elle est replacée dans le parc à l'issue du conflit, et déplacée ultérieurement sur l'enceinte du parc municipal des Sports, futur stade Maurice-Boyau.

### Stèle commémorative

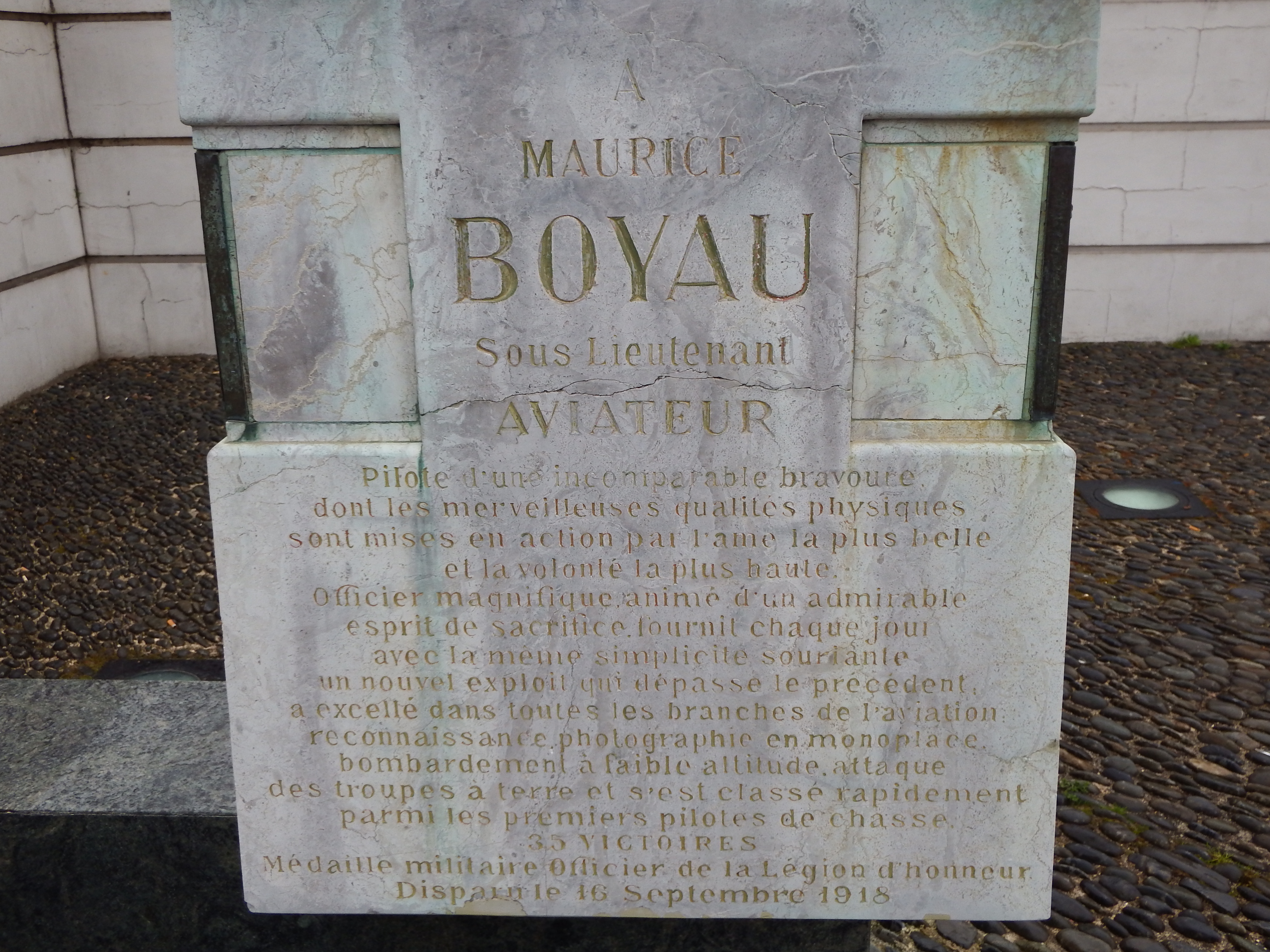
Stèle commémorative sur la statue de Maurice Boyau.

« Maurice BOYAU
Sous Lieutenant Aviateur

Pilote d'une incomparable bravoure dont les merveilleuses qualités physiques sont mises en action par l'âme la plus belle et la volonté la plus haute.
Officier magnifique animé d'un admirable esprit de sacrifice, fournit chaque jour avec la même simplicité souriante un nouvel exploit qui dépasse le précédent a excellé dans toutes les branches de l'aviation: reconnaissance, photographie en monoplace, bombardement à faible altitude, attaque des troupes à terre, et s'est classé rapidement parmi les premiers pilotes de chasse.
35 victoires.
Médaille militaire Officier de la Légion d'honneur.
Disparu le 16 septembre 1918. »

## Galerie

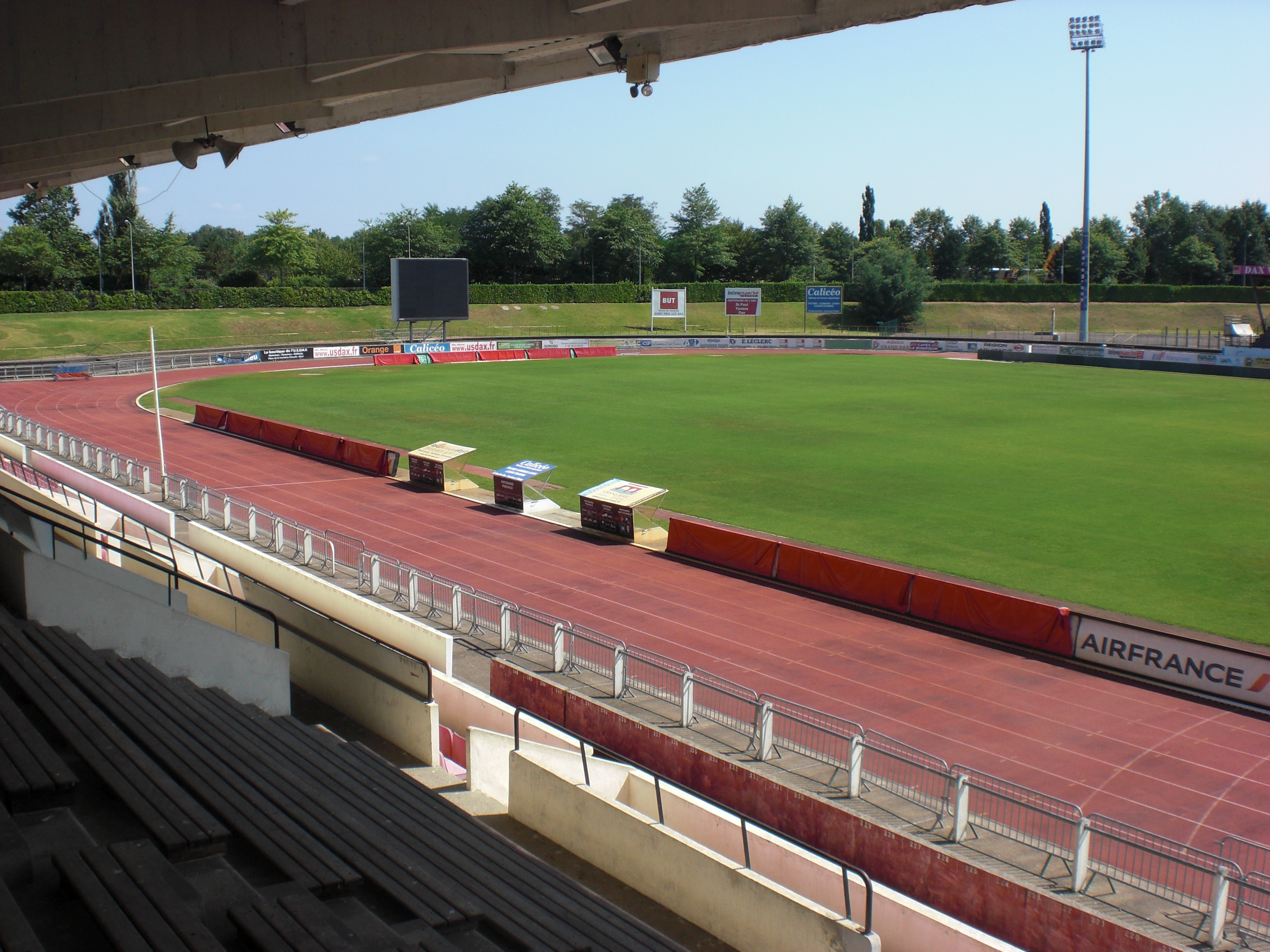
Terrain principal, vu depuis la tribune honneur (2012).
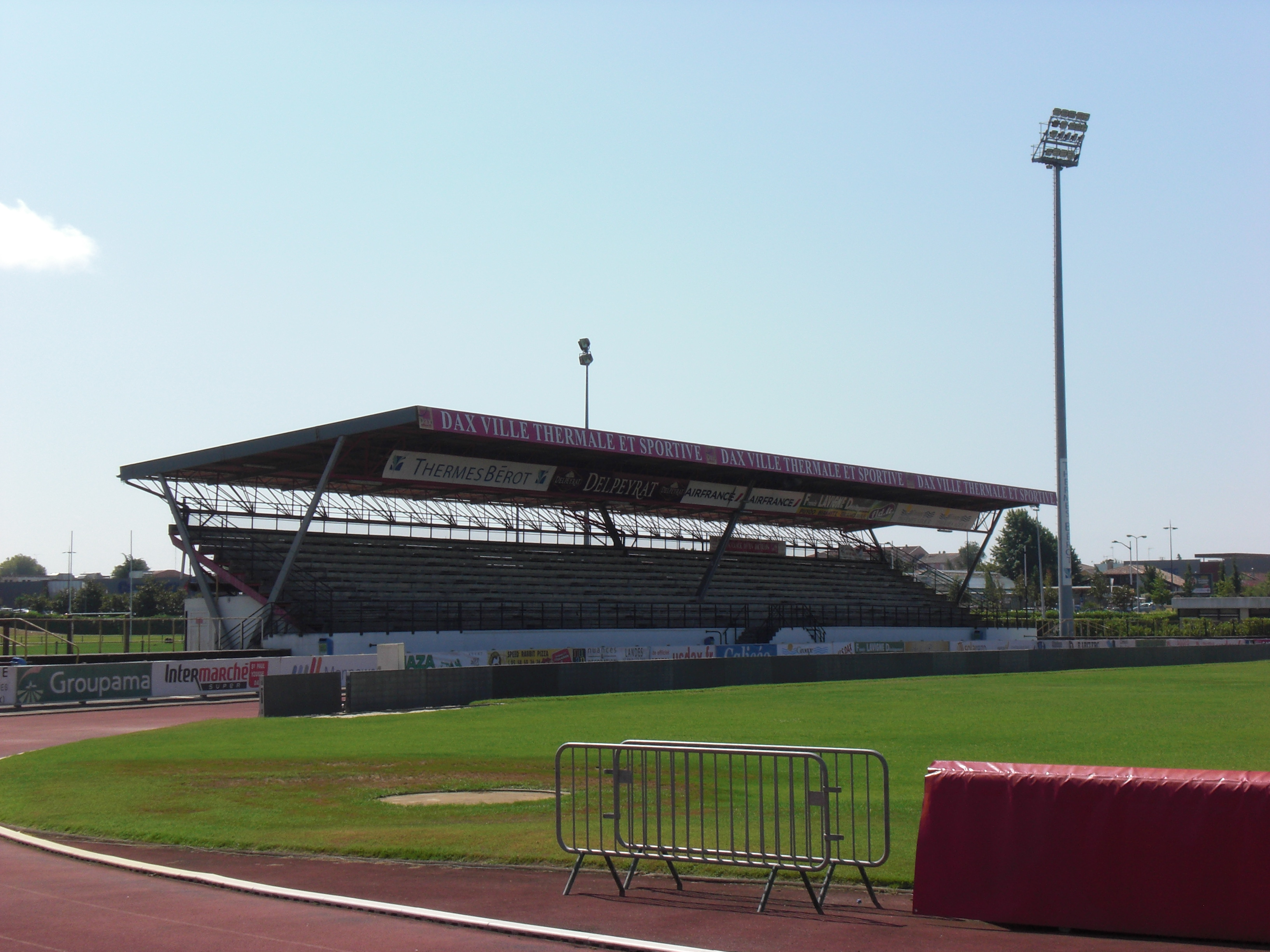
Tribune de face (2012).
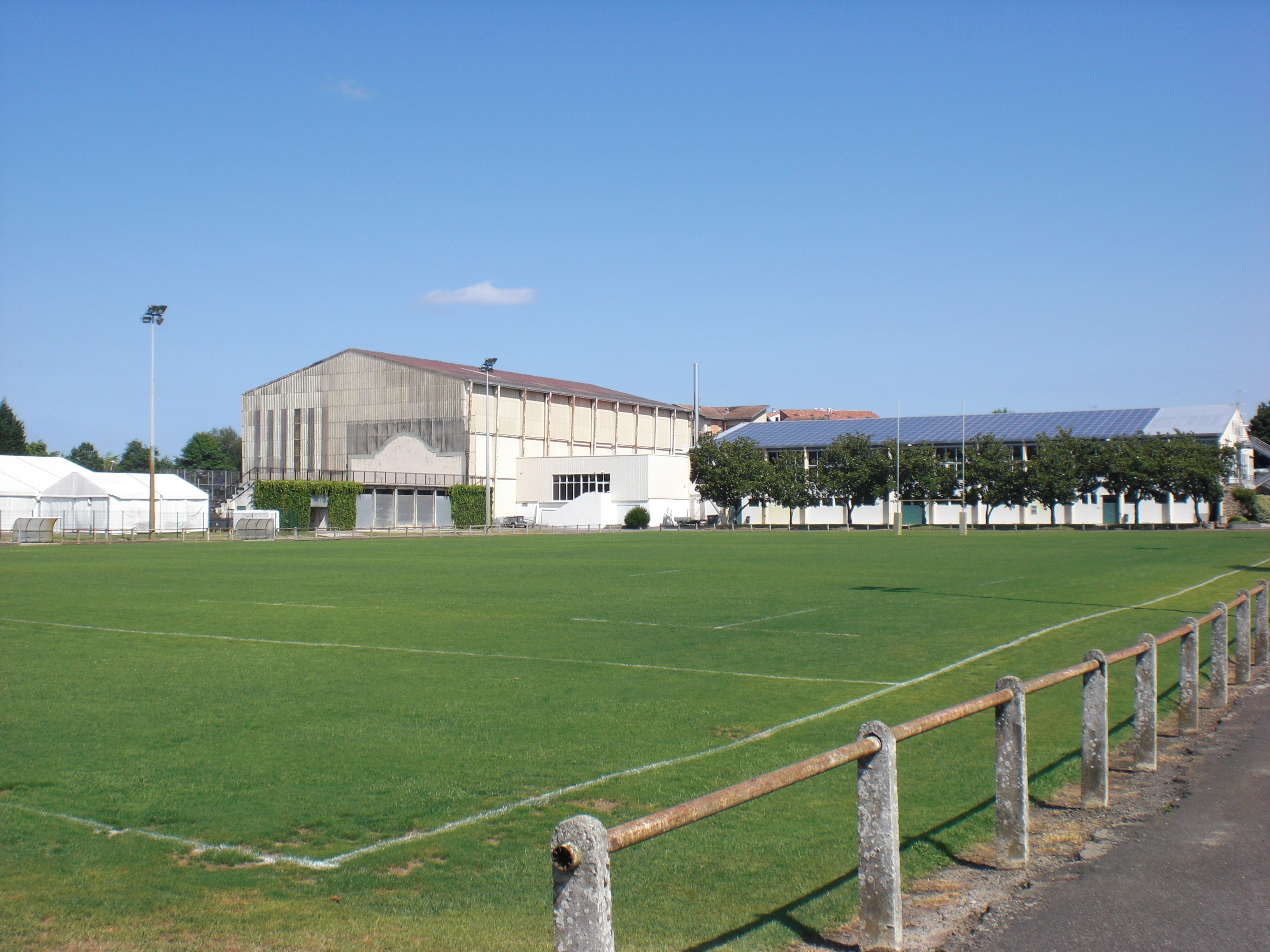
Terrain d'entraînement, jaï-alaï (à gauche) et salle omnisports (à droite) (2012).
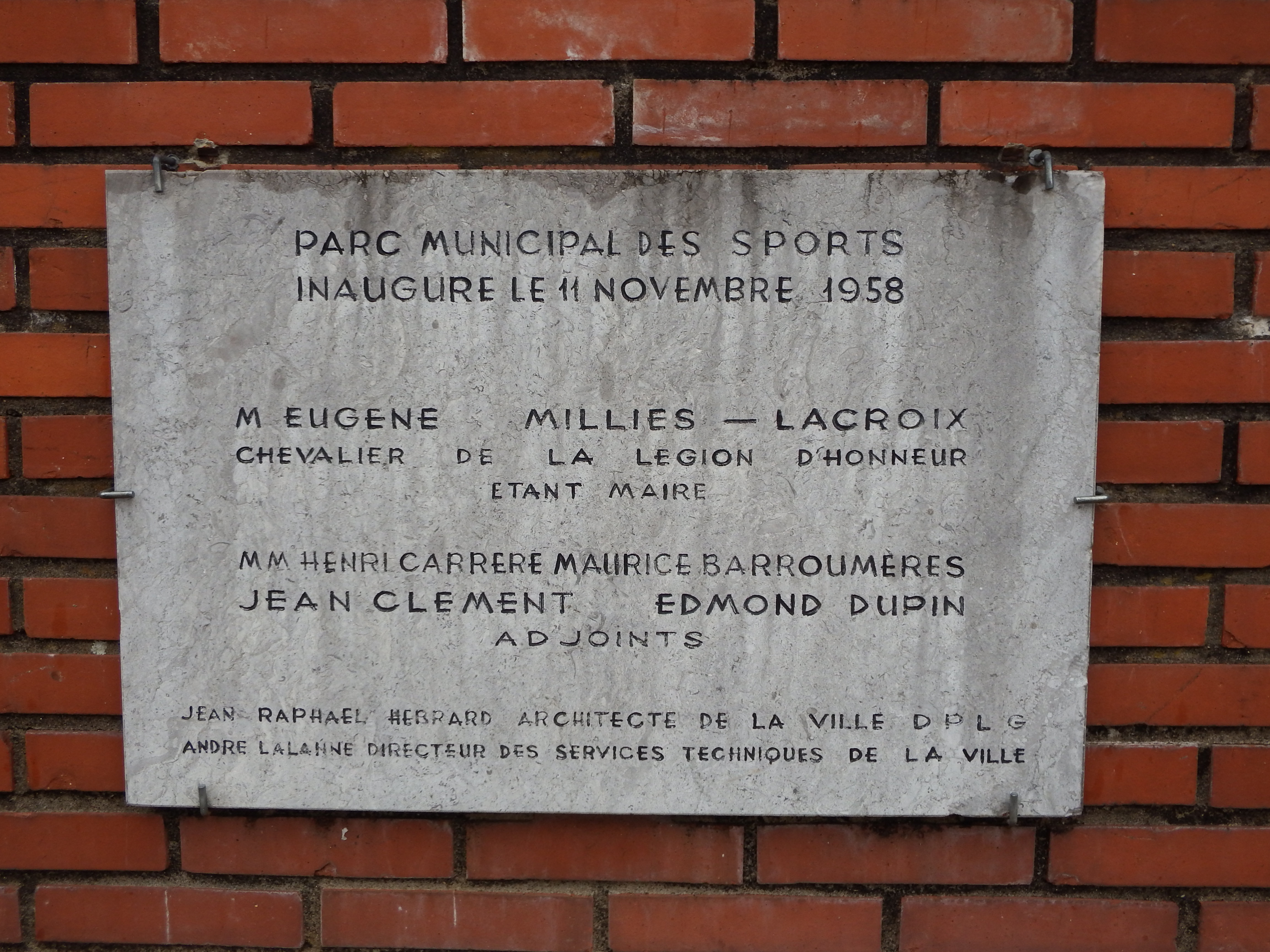
Plaque inaugurale du stade (2014).
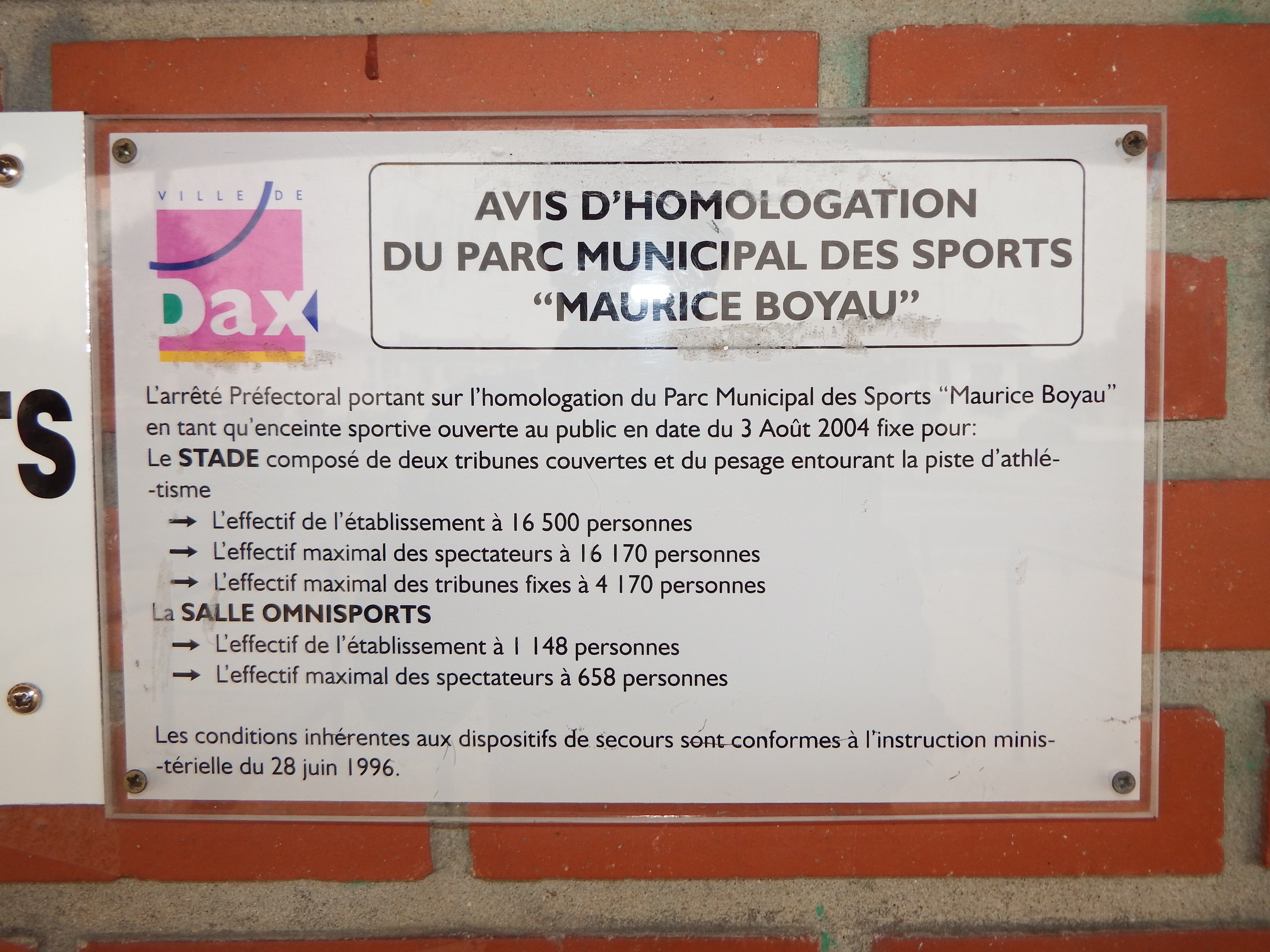
Ancien avis d'homologation du 3 août 2004 (2014).
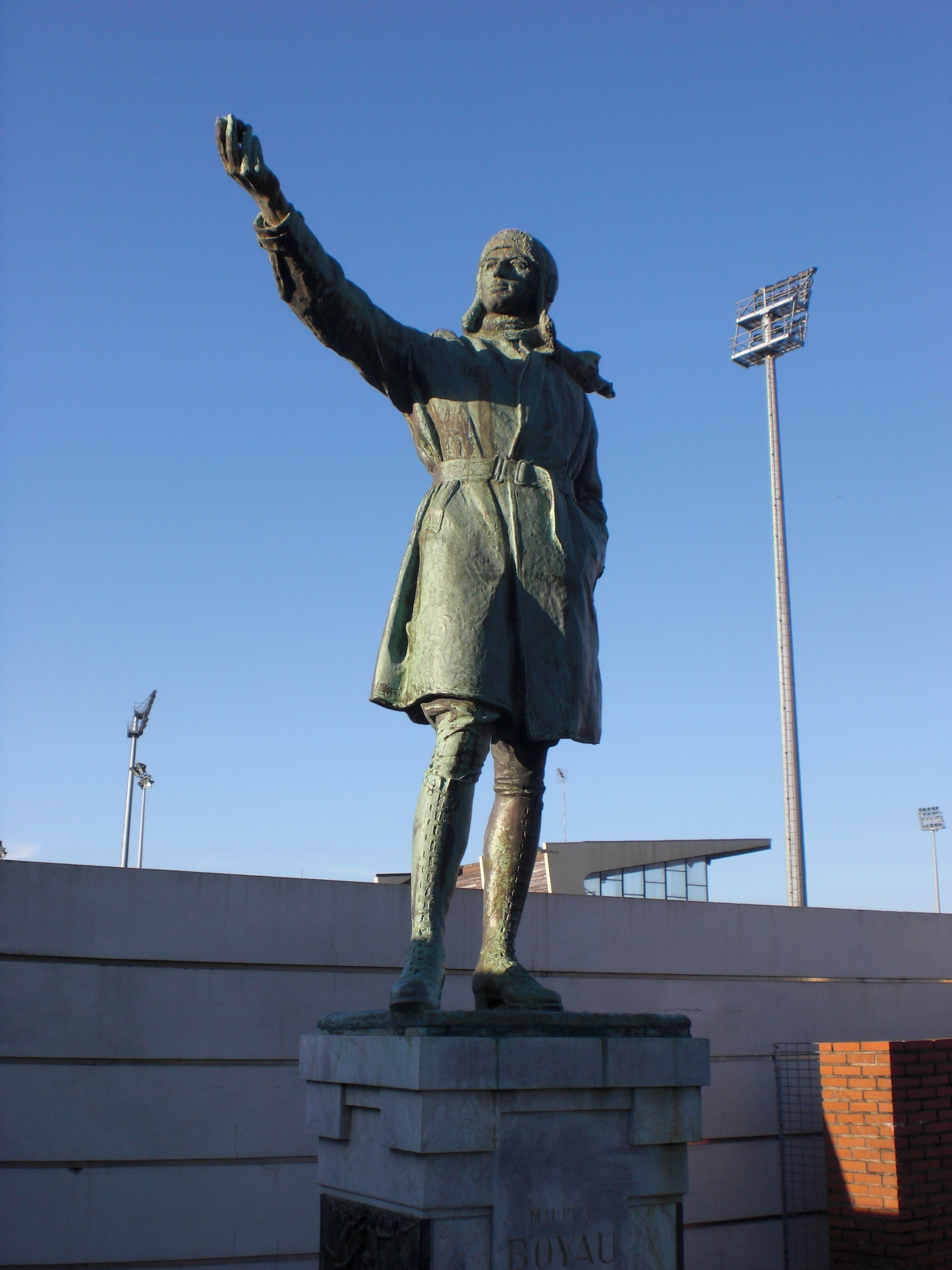
Monument de Maurice Boyau à l'entrée du stade (2012).
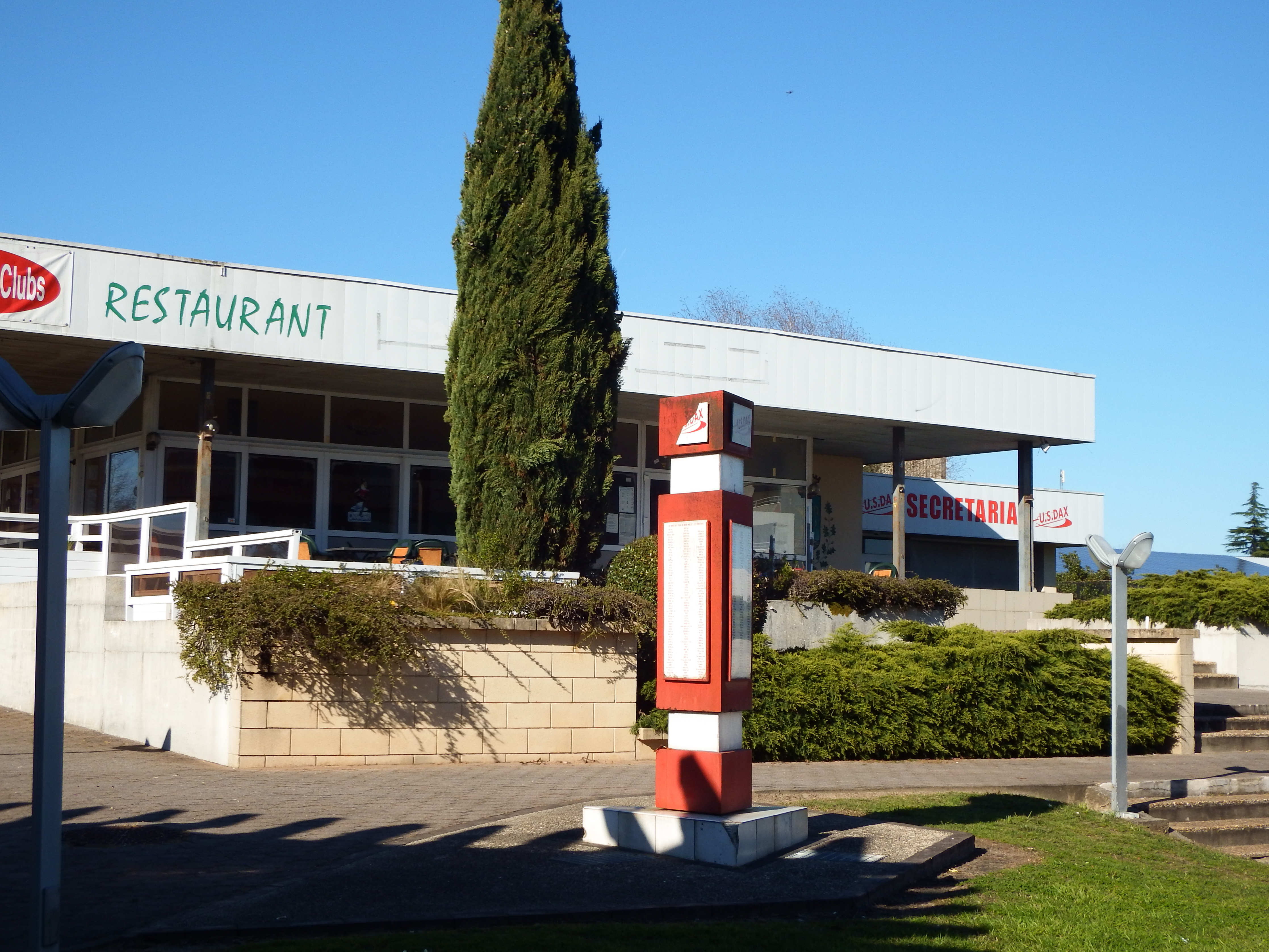
Secrétariat du club, à quelques mètres de l’enceinte du stade (2015).